# マママ〜魔法委員長魔子ちゃんの魔法指導〜
『マママ〜魔法委員長魔子ちゃんの魔法指導〜』（ままま　まほういいんちょうまこちゃんのまほうしどう）は、乾武丸による日本の漫画作品。

## 概要
- 講談社『マガジンSPECIAL』2010年No.7より連載を開始。2011年No.10にて最終回を迎え連載終了。

## あらすじ
魔法学園からやってきた超マジメ委員長の藤堂魔子が勘違いから最低ドスケベ男の小野寺純次と契約してしまったことから繰り広げられるどたばた騒動を描いた魔女っ娘ラブコメディ。

## 登場人物
小野寺 純次（おのでら じゅんじ）
ミスター・リビドー、超ド級のダメ人間。魔子は、超善人の純と間違えて、双子の弟の純次と契約してしまう。
藤堂 魔子（とうどう まこ）
本作のメインヒロイン。黒獅子魔法学園3年A組クラス委員長。純次曰く、恥じらいの貧乳Bカップ。
速見 瞬（はやみ しゅん）
魔子が親しくしている友人の一人。無防備巨乳Eカップ。
玉谷 香燐（たまや かりん）
瞬と同じく魔子が親しくしている友人の一人。乳などないAAAカップ。
高城 魅羅（たかしろ みら）
成績はいつも魔子に次ぐ万年2位で魔子をライバル視する。が、相手にされていない。巨乳Hカップ。だが純次曰く、不自然で安っぽい色気。
天野 聖良（あまの せら）
見習い天使。隠れ巨乳Gカップ。
小野寺 純（おのでら じゅん）
純次の双子の兄。今時珍しい超善人。
ジーク・ザァガ
魔王。
メフィスト

## 単行本
講談社コミックスより既刊1巻。巻末やカバー下には描き下ろしの、おまけマンガ、やおまけイラスト等も掲載されている。
1. 2011年04月15日発売 ISBN 978-4-06-384481-8